# Dusona alticola
Dusona alticola là một loài tò vò trong họ Ichneumonidae.